# Tangjie (köpinghuvudort i Kina, Henan Sheng, lat 33,90, long 113,32)
Tangjie är en köpinghuvudort i Kina. Den ligger i provinsen Henan, i den centrala delen av landet, omkring 100 kilometer söder om provinshuvudstaden Zhengzhou. Antalet invånare är 45 055. Befolkningen består av 21 678 kvinnor och 23 377 män. Barn under 15 år utgör 21,0 %, vuxna 15-64 år 68 %, och äldre över 65 år 10,0 %.
Runt Tangjie är det mycket tätbefolkat, med 2 181 invånare per kvadratkilometer. Närmaste större samhälle är Jia Xian Chengguanzhen, 12,6 km nordväst om Tangjie. Trakten runt Tangjie består till största delen av jordbruksmark.
Genomsnittlig årsnederbörd är 819 millimeter. Den regnigaste månaden är september, med i genomsnitt 157 mm nederbörd, och den torraste är januari, med 5 mm nederbörd.